# 에릭 베네이
에릭 베넷(Eric Benét, 1966년 10월 15일 ~ )는 미국의 알앤비 가수이다. 그는 또한 네오 소울 싱어송라이터이다. 그는 그의 음악적 작품들로 총 4번의 그래미 노미네이션을 받았다.그는 알라바마의 모빌에서 태어났다. 그는 다섯 형제 중에서 막내이다.

## 경력
베넷과 그의 누나, 리사, 그리고 그의 사촌, 조지는 베넷이라는 이름의 밴드를 만들었다. 그래서 1992년에는 자작 앨범을 만들어서 발표했다. 그것은 100,000 장 이상이 판매가 되는 결과를 거두었다. 2년 후, 에릭 베넷은 워너 브라더스와 계약을 맺고 솔로 활동을 시작하게 된다. 1996년에 발표된 True to myself는 그의 솔로 데뷔 앨범이다.그의 2번째 앨범, A Day in the Life는 1999년도에 발매되었고, "Spend My Life With You (featuring Tamia)"라는 곡으로 큰 히트를 쳤다. 이 곡은 미국 빌보드 알앤비 차트의 1위를 3주동안 석권하는 영광을 가지게 되었다. 그리고 2000년도 그래미 어뭐드의 베스트 알앤비상에 지목되기도 했다. 이 앨범은, 또한, 소울 트래인 뮤직 어워드에서 베스트 알앤비 앤 소울 앨범으로 상을 받게 되었다. 하지만, 베넷의 커리어는 개인적인 비극들에 의해서 많은 장애를 겪기도 했다. 그의 아버지가 암으로 돌아가시고, 그의 여자친구인 Tami Marie Stauff가 1993년 4월 24일에 오토바이 사고로 숨지게 되었다. 1991년에 태어난 그들의 딸이었던, India만이 아빠에게 남겨졌다. 그는 여배우 할리 베리와 2001년 1월에 결혼을 했지만, 2003년 10월 초에 결별을 하게 되었다. 2011년 7월 31일, 그는 프린스의 전처인 Manuela Testolii와 결혼을 하고 여자 아이 Lucia Bella를 2011년 12월에 낳았다.
박근태 프로듀서의 협업 제안을 계기로 한국의 음악 그룹 '브라운 아이드 소울' 1집 타이틀곡 '정말 사랑했을까' 리메이크 곡을 2016년 2월경 발매하기도 하였다.

## 음반
- 1996년 True To Myself
- 1999년 A Day In the Life
- 2001년 Better And Better (미발매)
- 2005년 Hurricane
- 2008년 Love & Life
- 2010년 Lost In Time
- 2012년 The One
- 2014년 From E to U : Volume1
- 2014년 The Other One, Revisited By Afropeans